# 小坂町立小坂小学校
小坂町立小坂小学校（こさかちょうりつ こさかしょうがっこう）は、秋田県鹿角郡小坂町大字小坂にある公立小学校。
　

## 概要
もともと、小坂町立小坂小学校と小坂町立小坂中学校の校舎は独立していたが、2013年（平成25年）4月に、小学校を中学校校舎に統合の上、既存の中学校校舎へ同居し、小中併設校となったものである。学区は小坂町全域。

## 沿革
- 1874年（明治7年）7月12日 - 小坂小学校が鏡得寺の庫裏2階に開校[1]。
- 1878年（明治11年） - 私立小坂鉱山分校が開校[2]。
- 1879年（明治12年）12月3日 - 小坂小学校濁川分校が開校[2]。
- 1887年（明治20年）4月1日 - 小坂鉱山分校が独立し、小坂鉱山小学校となる[2]。
- 1891年（明治24年）7月 - 小坂鉱山小学校を統合[2]。
- 1900年（明治33年） - 濁川分校が独立し、濁川小学校となる[3]。
- 1906年（明治39年） - 小坂鉱山小学校が小坂町立元山小学校として独立[3]。
- 1938年（昭和13年）1月26日 - 北体操場が積雪のために倒壊[4]。児童8名が死亡、51人が重軽傷[5]。鏡得寺に地蔵堂を建立[3]。
- 1939年（昭和14年） - 堀内沢分校が開校[3]。
- 1947年（昭和22年）4月1日 - 学制改革によって小坂小学校に改称する[3]。
- 1948年（昭和23年） - 堀内沢分校を統合[3]。
- 1955年（昭和30年）4月1日 - （新）小坂町が発足し、小坂町立小坂小学校に改称。各小学校が「小坂町立」を冠するようになった[6]。
- 1956年（昭和31年） - 上向分校が開校[3]。
- 1966年（昭和41年） - 元山小学校を統合[3]。
- 1970年（昭和45年） - 上向分校が統合[3]。
- 2013年（平成25年）4月 - 小坂中学校との併設校になる[3]。

## 周辺
- 小坂町立小坂中学校 - 同一建物内
- 秋田県道2号大館十和田湖線
  - 国道282号
- 小坂中央公園
  - 小坂町営野球場
  - 記念陸上競技場
  - 小坂町室内温水プール
- 交流センターセパーム
- 小坂鉄道レールパーク
- 康楽館
- 小坂川
- 小坂町立小坂図書館
- 小坂町総合博物館郷土館

## アクセス
- 小坂町営バス
  - 野口線「小学校前」バス停下車。
  - 上向七滝線「小坂小学校前」バス停下車。
- 秋北バス大館小坂線「小坂小学校前」バス停下車。
- 高速バスあすなろ号で、「小坂高校前」バス停下車後、上述の秋北バス大館小坂線に乗り換え、「小坂小学校前」バス停まで5分。
- 小坂町役場から約1.4km、
  - 車で約3分。
  - 徒歩で約21分。
- 東北自動車道小坂ICから、車で約1.7km・約4分。